# Salus populi romani

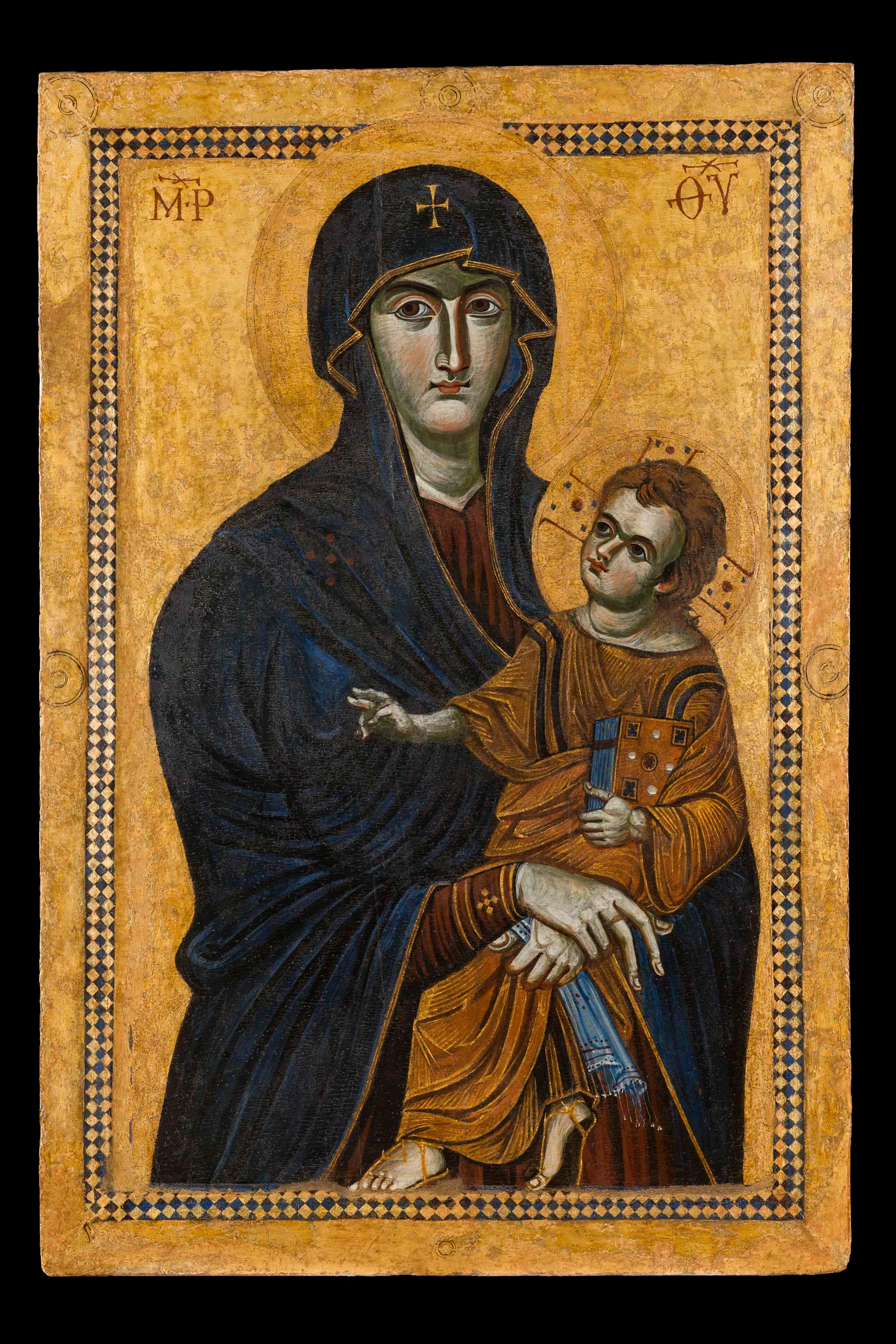
Icône Salus Populi Romani.

La Salus populi romani (en français : « Sauvegarde du peuple romain ») est une icône représentant la Vierge Marie et l'Enfant Jésus qui a fait l'objet d'une dévotion particulière au moins depuis le XIIIe siècle. Elle se trouve dans la chapelle Pauline (ou Borghese) de la basilique Sainte-Marie-Majeure à Rome. Selon la Tradition, elle est attribuée à l'évangéliste saint Luc. 

## Description
De larges dimensions pour une icône (117 x 79 cm), elle est peinte sur un support de cèdre. 
Dans un style byzantin ou romain orientalisant, l'icône représente la Vierge tenant l'Enfant Jésus, qui tient lui-même un livre et, les yeux tournés vers sa mère, effectue de sa main droite le geste de bénédiction. 
C'est Marie et non l'Enfant Jésus qui regarde le spectateur.
L'image est enchâssée dans un cadre de bronze doré listé d'améthystes.

## Localisation
Ce n'est pas un hasard si la basilique Saint Marie-Majeure abrite cette icône de la Vierge. La basilique est fondée en 356 à la suite de l'apparition de la Vierge en songe au pape Libère et à un riche Romain, et au miracle de la neige tombée sur l'Esquilin. Moins d'un siècle plus tard, le concile d'Éphèse et la proclamation du dogme de la maternité divine de Marie contre l'hérésie nestorienne (Marie Théotokos, « qui enfante  Dieu »), est l'occasion pour le pape Sixte III de reconstruire l'édifice et de renforcer la dévotion à Marie.
Avant d'intégrer la chapelle Pauline en 1613 (la chapelle est terminée deux ans plus tôt), l'icône était probablement placée au-dessus de la porte du baptistère de la basilique, puis dans la nef.

## Histoire

### Origine
Selon la légende, l'icône Salus populi romani aurait été rapportée de Jérusalem à Constantinople par sainte Hélène, la mère de Constantin, au IVe siècle. Elle aurait été peinte par saint Luc sur une table construite par Jésus dans l'atelier de son père Joseph.

### Dévotion
Depuis ses premières attestations à Rome, l'icône est associée au culte marial et estimée par de nombreux fidèles, pèlerins, papes et saints. 
Considérée comme miraculeuse, elle est portée à la vénération des fidèles à travers la ville par le pape Grégoire Ier en 593 au moment des épidémies causées par la peste de Justinien. En 1571, le pape Pie V demande son intercession lors de la bataille de Lépante. En 1837 le pape Grégoire XVI la prie pour que cesse l'épidémie de choléra. 
Né à Rome, Eugenio Pacelli, futur Pie XII, célébra sa première messe devant l'icône. 
En 1953, elle fut transportée à travers la ville pour célébrer le début la première année mariale de l'histoire de l'Église. L'année suivante, Pie XII couronne l'icône en introduisant une nouvelle fête mariale. 
Depuis, Paul VI, Jean-Paul II, Benoît XVI et François ont honoré l'icône par des visites et des célébrations. À travers les siècles, des saints tels que Charles Borromée l'ont également tenue en grande dévotion.
Après avoir été restaurée par les Musées du Vatican, l'icône a été installée de nouveau dans la basilique avec une messe présidée par le pape François, le 28 janvier 2018. Alors que la pandémie de Covid-19 s'abat sur le monde, le dimanche 15 mars 2020, le Saint-Père se rend en pèlerinage pour prier devant cette icône, puis le 27 mars, il la fait venir ainsi que le crucifix de saint Marcel devant la basilique Saint-Pierre de Rome d'où il préside un temps de prière pour l'arrêt de la pandémie et donne de façon très exceptionnelle la bénédiction urbi et orbi.

### Roses d'or
Trois roses d'or ont été offertes par les souverains pontifes, en témoignage de leur dévotion : la première a été offerte en 1551 par le pape Jules III ; la deuxième en 1613 par Paul V à l'occasion de la translation de l'icône dans la nouvelle chapelle érigée à cet effet ; la dernière a été offerte en décembre 2023 par le pape François.

## Datation
Les déclarations des historiens d'art sur la datation de l'œuvre sont multiples. Il faut distinguer la datation de l'icône elle-même et celle d'un éventuel original dont elle ne serait qu'une copie ou un re-travail en surcouche. La plupart des spécialistes datent l'icône d'une période allant du XIIIe au XVe siècle.
L'hypothèse la plus probante date le travail de surface du XIIIe siècle, mais l'analyse révèle une couche inférieure datant probablement du VIIe siècle.